# Carabus variolosus
Carabus variolosus је инсект из реда тврдокрилаца (Coleoptera) и породице трчуљака (Carabidae).
Цео инсект је црн, са израженим испупчењима на покрилцима. Припада потпородици Carabinae и присутан је у Бугaрској, Чешкој, Молдавији, Пољској, Румунији, Словачкој, Украјини, Словенији, Хрватској, Србији, Црној Гори, Босни и Херцеговини, Немачкој. и Северној Македонији.